# Prilog
Prilog – wieś w Rumunii, w okręgu Satu Mare, w gminie Orașu Nou. W 2011 roku liczyła 618 mieszkańców. 